# Franz Seldte

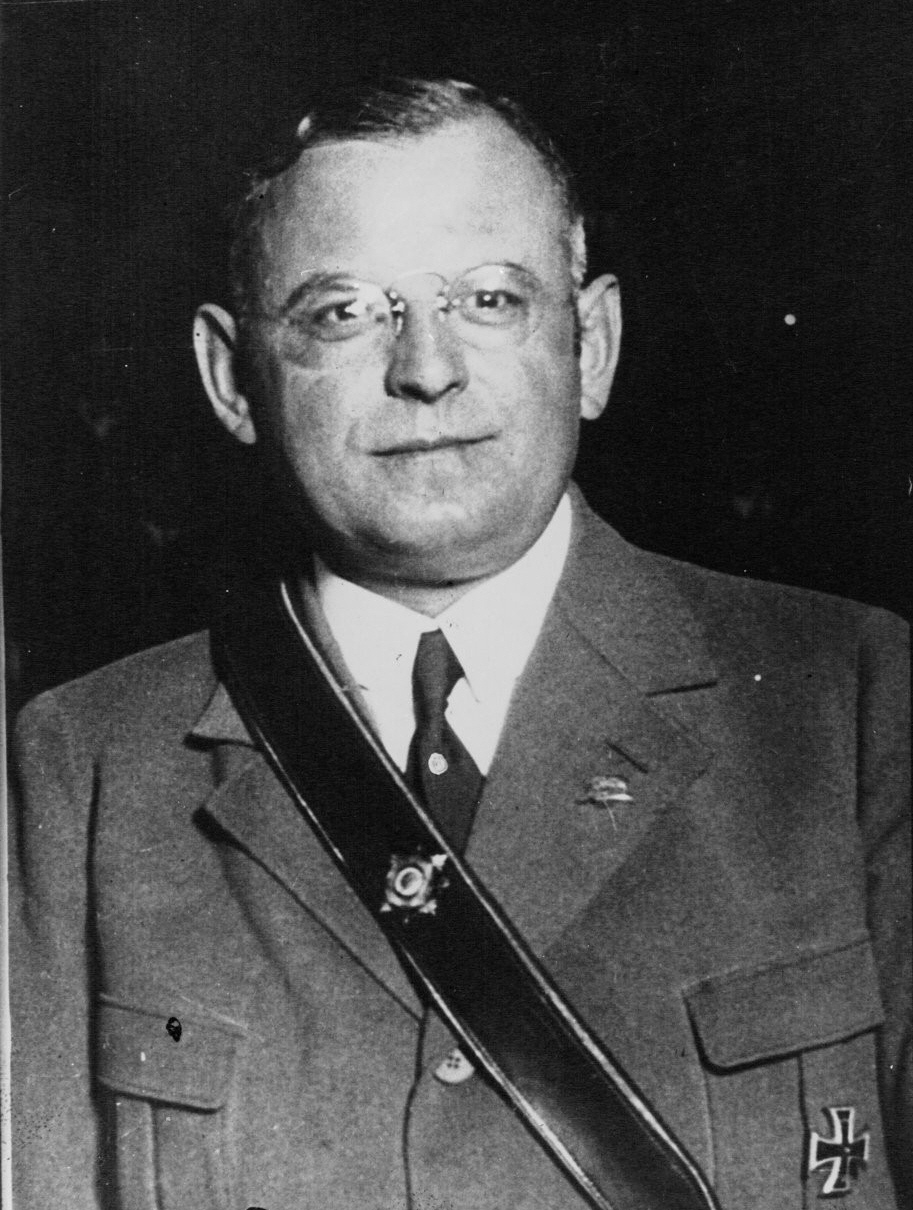
Franz Seldte (1933)

Tobias Wilhelm Franz Seldte (* 29. Juni 1882 in Magdeburg; † 1. April 1947 in Fürth) war ein deutscher Politiker, Unternehmer und Veteran des Ersten Weltkriegs, der als Gründer und Bundesführer des in der Weimarer Republik politisch einflussreichen, rechtsgerichteten Wehrverbands Stahlhelm, Bund der Frontsoldaten hervortrat, sich 1933 der NSDAP anschloss und von 1933 bis 1945 Reichsarbeitsminister war.

## Leben

### Herkunft und Werdegang
Franz Seldte war der Älteste von drei Söhnen des Sodawasserfabrikanten Wilhelm Seldte (1849–1895) und dessen Ehefrau Emma geb. Stutz (um 1855–1938) und wuchs in einer protestantisch-gläubigen Familie auf. Nach der Volksschule besuchte er das Wilhelm-Raabe-Realgymnasium in Magdeburg. Danach absolvierte er eine kaufmännische Lehre und studierte anschließend Chemie in Braunschweig und Greifswald. In Braunschweig wurde er Mitglied im Corps Teutonia-Hercynia Braunschweig.
1906 leistete er seinen Militärdienst als Einjährig-Freiwilliger in Magdeburg beim Infanterie-Regiment Nr. 66 und wurde Reserveoffizier der preußischen Armee. Im Frühjahr 1907 heiratete er die ein Jahr jüngere Hildegard Martin, mit der er drei Kinder bekam. Nach Studienreisen ins Ausland übernahm Franz Seldte 1908 die Leitung der Seldte & Co. Essenzfabrik in Magdeburg-Sudenburg; sein Bruder Georg Seldte trat als Prokurist in das Familienunternehmen ein. Seit dem frühen Tod des Vaters war die Fabrik zuvor von ihrer Mutter gemeinsam mit dem Prokuristen Ernst Schuhmann geführt worden.

### Erster Weltkrieg
Ab August 1914 nahm Seldte am Ersten Weltkrieg teil und wurde 1916 in der Schlacht an der Somme als Führer einer Maschinengewehrkompanie schwer verwundet, wodurch er den linken Arm verlor. Nach seiner Wiederherstellung kam er 1917 zu der im Vorjahr auf Betreiben General Erich von Falkenhayns gegründeten militärischen Abteilung des Auswärtigen Amtes (MAA) unter Oberst Hans von Haeften. Seldte wurde als Frontberichterstatter eingesetzt und führte einen Frontfilm- und Nachrichtentrupp. Er kam dadurch in Kontakt mit Walter Nicolai, dem Leiter der Abteilung III b des Großen Generalstabs, zu dessen Verantwortungsbereich die Kriegsberichterstattung in dieser Zeit gehörte. Ausgezeichnet mit dem Eisernen Kreuz II. und I. Klasse wurde er zum Hauptmann der Reserve befördert. Von Juni bis November 1918 leitete er im Auswärtigen Amt die Auslandsstelle des im Januar 1917 durch von Haeften für Zwecke der Kriegspropaganda geschaffenen Bild- und Filmamtes (BuFA), das jetzt von Major Alexander Grau geführt wurde. Dieser wollte die „überragende Macht des Bildes und des Films als Aufklärungs- und Beeinflussungsmittel“ für den Krieg und die deutsche Propaganda nach innen und außen nutzbar machen, war damit aber nur mäßig erfolgreich.

### Gründung desStahlhelm

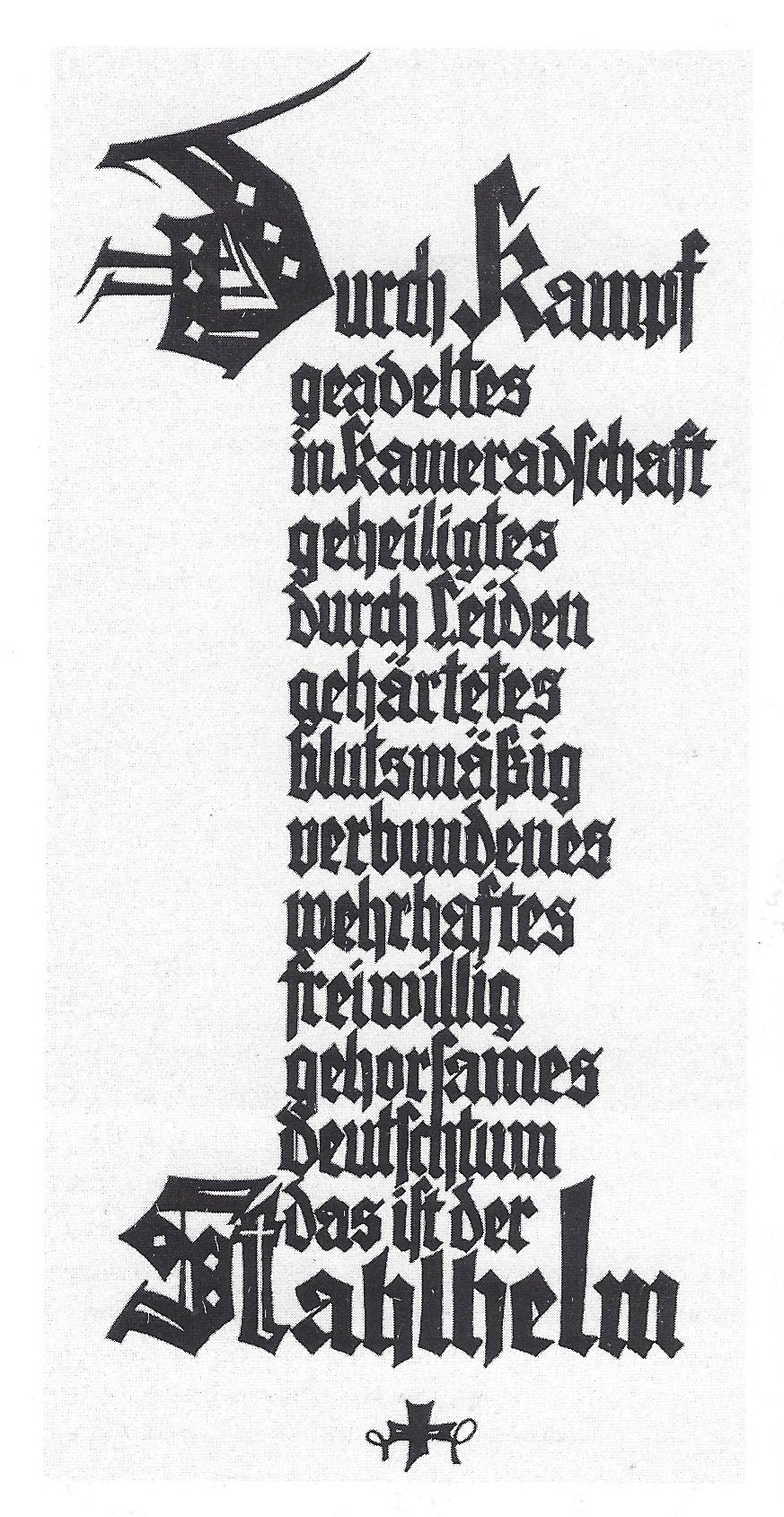
Leitspruch des Stahlhelm

Als Gegenreaktion auf die Novemberrevolution in Deutschland gründete Franz Seldte am 25. Dezember 1918 in Magdeburg zusammen mit seinen Brüdern und verschiedenen Regimentskameraden den monarchistisch-nationalistischen Veteranenverband „Stahlhelm, Bund der Frontsoldaten“. Das Anliegen der Gruppe brachte Seldte bei einem Vortreffen am 13. November 1918 auf die Formel, „diese Schweinerei von Revolution nicht weiter so hingehen zu lassen“. Ziel war es, den nach Magdeburg heimkehrenden, demobilisierten Soldaten eine Heimstatt zu geben, den Geist der Front in die Heimat zu tragen, die Interessen der Soldaten zu vertreten und am Kampf gegen den Kommunismus-Bolschewismus teilzunehmen.
Seldte, der schon vor 1914 den Nationalliberalen nahestand, gehörte zum Jahreswechsel 1918/1919 auch zu den prominenten Gründungsmitgliedern des Ortsvereins der DVP, die er 1927 wieder verließ, und war zeitweilig Mitglied des Magdeburger Stadtrates. Bezüglich der Kriegsniederlage behauptete er im Sinne der Dolchstoßlegende, im Weltkrieg sei die Propaganda der Feinde in Deutschland auf offene Ohren getroffen, „so daß schließlich die Heimarmee dem Feldheer in den Rücken gefallen“ sei.
Im Sommer 1919 begann der Stahlhelm mit der Gründung von Ortsgruppen in ganz Deutschland. Am 14. März 1920 fand in Magdeburg der erste „Reichsfrontsoldatentag“ statt, in dessen Verlauf Franz Seldte zum ersten Bundesführer des Stahlhelm gewählt wurde und den bisherigen Vorsitzenden und Mitbegründer, den Magdeburger Rechtsanwalt Gustav Bünger, ablöste. Nach dem gescheiterten Kapp-Putsch (den Seldte ablehnte, während unter Stahlhelm-Anhängern auch Sympathien für die Putschisten bestanden) und der Auflösung rechtsgerichteter Einwohnerwehren und Freikorps nutzte Seldte den hieraus resultierenden Mitgliederzustrom, um den Stahlhelm zu einem paramilitärisch organisierten Wehrverband umzubauen. Zwei Jahre später hatte der Bund bereits über 100.000 Mitglieder. Bis 1924 wurden ausschließlich Weltkriegsteilnehmer aufgenommen.
Programmatisch wandte sich der Stahlhelm nicht mehr an den klassischen Veteran von 1870/71, sondern den politisierten Frontsoldaten des Weltkriegs, und grenzte sich durch die praktische Ausrichtung auf die Interessen der Mitglieder von den auf Traditionspflege und Geselligkeit bedachten Kriegervereinen alten Stils ab, auch wenn Doppelmitgliedschaften häufig waren. Im Vordergrund der Verbandssatzung stand die wirtschaftliche und politische und wenn nötig auch militärische Selbsthilfe. Politische Ziele waren die Revision des Versailler Vertrages, die Beseitigung des Weimarer Parlamentarismus und die Wiederaufrichtung eines autokratisch-autoritären Staatswesens mit einer „starken Regierung“.
Nominell überparteilich und mit dem Anspruch errichtet, als Organisation aller Kriegsteilnehmer die neue republikanische Staatsform anzuerkennen und radikale politische Strömungen zu bekämpfen, stand der Stahlhelmbund tatsächlich von Beginn an in eindeutiger Opposition zum politischen System der Weimarer Republik. Am 16. Januar 1922 fand im Kristall-Palast Magdeburg die erste Reichsgründungsfeier statt, die der Verband in Erinnerung an die Kaiserproklamation von 1871 anstelle des Verfassungstags am 11. August, des Jahrestags der Unterzeichnung der Weimarer Verfassung, bis 1932 in Magdeburg beging. Trotz einer demokratischen Mitgliederverfassung, nach der die Führer von den Mitgliedern gewählt wurden, und gewisser sozialegalitärer Elemente der Ideologie, die das soldatische Gleichheitsideal betonten und eine begrenzte Attraktivität über das national eingestellte Bürgertum hinaus erklären, positionierte sich die Vereinigung während der 1920er Jahre zunehmend antidemokratisch und antirepublikanisch. Der als DVP-Mitglied prinzipiell verfassungstreue Seldte besaß ausgezeichnete Verbindungen zur Reichswehr und zu anderen antirepublikanischen Parteien und Organisationen und hoffte, er selbst und seine Organisation könnten die Führung des nationalkonservativen Lagers übernehmen.
Intern kam es allerdings zu andauernden Auseinandersetzungen mit dem stellvertretenden Bundesführer Theodor Duesterberg, der im Kaiserreich ein ranghoher Offizier im Kriegsministerium gewesen und 1919 in Halle (Saale) zum Stahlhelm gestoßen war. Er war Wahlkreisgeschäftsführer der DNVP und verlagerte seine Aktivitäten 1923 in die Hallenser Ortsgruppe des Stahlhelm, die er zum Kern eines völkisch-nationalen Flügels der Organisation ausbaute und vor allem in Mitteldeutschland einen beachtlichen Zuwachs an Mitgliedern für den Bund erzielte. Es gelang ihm gegen Bedenken aus dem liberalkonservativen Stahlhelmflügel unter Seldte, einen antisemitischen Arierparagraphen in die Satzung einzubringen, der jüdische Veteranen von der Mitgliedschaft im Stahlhelm ausschloss. Ab 1924 amtierte Franz Seldte als 1. Bundesführer des Stahlhelm, Duesterberg als 2. Bundesführer.

### Familienunternehmen
Das Familienunternehmen Seldte & Co. geriet in der Inflationszeit in enorme finanzielle Schwierigkeiten. Nach Fürsprache durch den Reichskanzler Gustav Stresemann (DVP) erhielt Franz Seldte 1923 einen Kredit in sechsstelliger Höhe. Im gleichen Jahr gründete er zur Vermarktung seiner Produkte die Seldte-Handelsgesellschaft, brachte sein Unternehmen an die Börse und konnte es bis 1927 zu einem der führenden Essig- und Essenzhersteller in Deutschland entwickeln. Zur Produktion von Likören und feinen Bränden gründete er die Sankt Mauritius GmbH, die in Magdeburg die Gaststätte „Deutscher Kaiser“ kaufte und betrieb. Persönlich konnte Franz Seldte seine gesellschaftliche Position durch seine wirtschaftlichen und politischen Aktivitäten in den 1920er Jahren stark verbessern. So gehörte er als führendes Mitglied dem Deutschen Herrenklub an, war Mitglied des Deutschen Offiziersbunds, zeitweilig Handelsrichter in Magdeburg und verfügte über gute Verbindungen in die Wirtschaft.

### Verleger und Autor
Franz Seldte gründete 1924 für seinen gleichnamigen Bund den Stahlhelm-Verlag, ein kleines Verlagshaus in Magdeburg, ab 1926 Frundsberg-Verlag genannt und ab 1927 in Berlin ansässig, in dem Flug- und Zeitschriften sowie Bücher von Stahlhelm-nahen Autoren erschienen. Bei diesem Verlag, der während der NS-Zeit unbehelligt fortbestand, publizierten auch bekannte Autoren des nationalkonservativen Spektrums wie Ernst Jünger, Friedrich Hielscher und Franz Schauwecker. Seldte finanzierte auch die ab 1930 von Friedrich Hielscher herausgegebene nationalrevolutionäre Zeitschrift „Das Reich“. 1937 gab Seldte den Frundsberg-Verlag an den Verlag Die Brücke zur Heimat Wilhelm Föllmer des ehemaligen deutschnationalen Kolonialvereinspräsidenten ab, unter dessen Dach er als Frundsberg Verlag Föllmer & Esser bis 1944 bestand und vermehrt auflagenstarke Unterhaltungsliteratur herausgab.
Seldte selbst trat literarisch mit seiner 1929–31 veröffentlichten Kriegstrilogie Der Vater aller Dinge in Erscheinung. Die darin geschilderten Kriegserlebnisse eines Protagonisten namens „Helmuth Stahl“, der als Leutnant einen transportablen Schutzschild für Maschinengewehre entwickelt, den linken Unterarm verliert und während der revolutionären Umwälzungen 1918 die Idee zur Gründung einer Bewegung hat, die den „Geist der Front“ bewahren soll, hatte Seldte nach eigener Darstellung aus Kriegsbriefen, den Befehlsbüchern der Maschinengewehrkompanie des Infanterieregiments Altmark und seinem Tagebuch zusammengestellt. Mit den primär der Selbststilisierung dienenden, an eigene Erlebnisse anknüpfenden Romanerzählungen bediente der Autor das Interesse zeitgenössischer Leser an seiner Person. Seine im weiteren Sinn autobiografischen Literaturerzeugnisse sind daher als Nebenprodukt der politischen Tätigkeiten Seldtes zu bewerten. Dass Seldte in seinen Kriegsromanen auf antisemitische Polemik verzichtet und stattdessen die positiv gezeichnete Figur eines jüdischen „Gefreiten Nathan“ aufnimmt, der als „anständiger Krieger“ gewürdigt wird, wird aus der Rückschau als „für rechtsextreme Literatur des Jahres 1931 durchaus bemerkenswert“ gewertet.

### Radikalisierung desStahlhelm

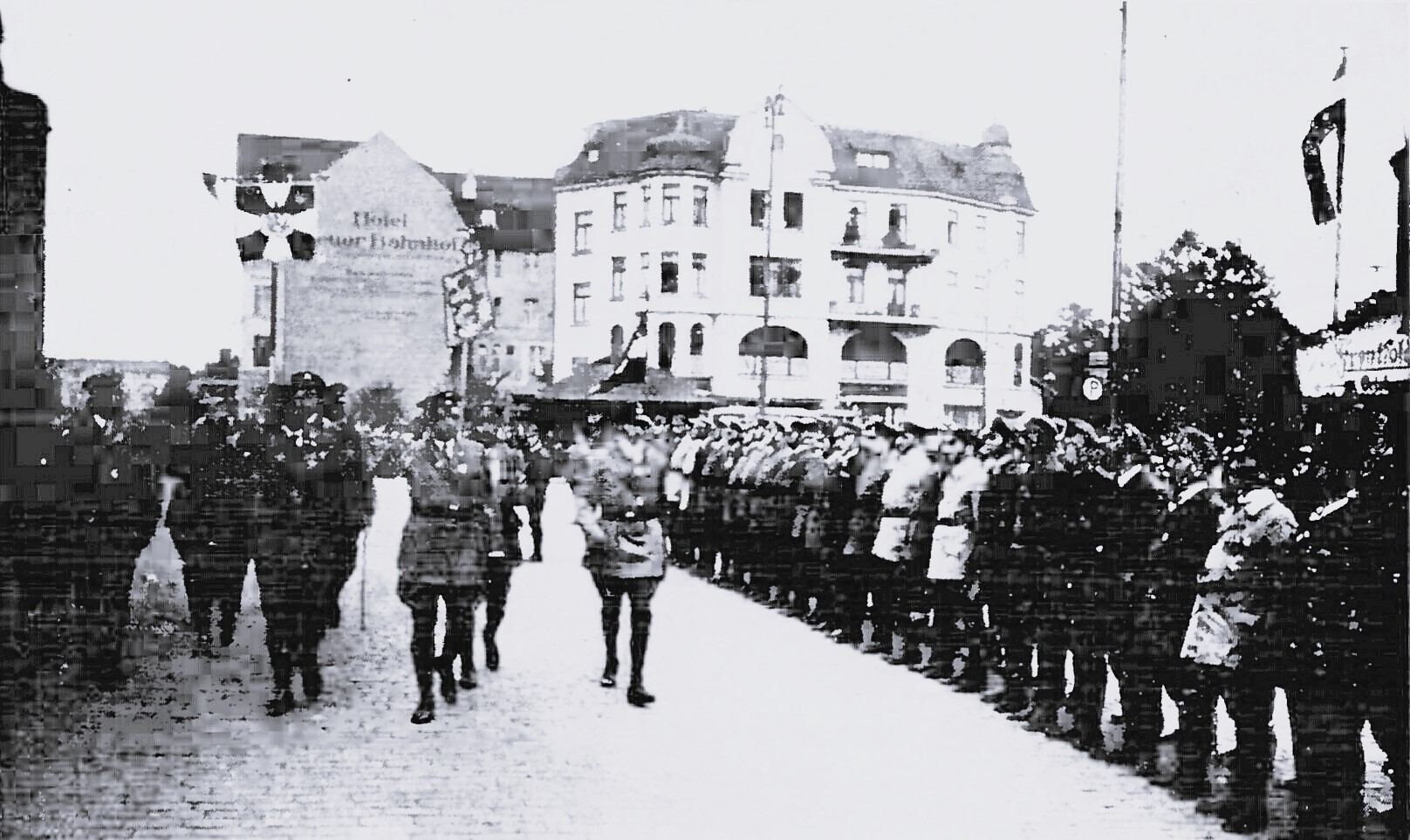
Seldte nimmt die Front der Ehrenkompanie beim Stahlhelm- und Treubundtag in Lübeck ab (1927).

Dem antirepublikanischen Wirken des Stahlhelm trat der 1924 zur Verteidigung der Weimarer Republik ebenfalls in Magdeburg gegründete Wehrverband „Reichsbanner Schwarz-Rot-Gold“ entgegen, der sich sehr rasch zur mitgliederstärksten politischen Massenorganisation der Weimarer Zeit entwickelte und den Stahlhelm überflügelte. Unterdessen trat der Stahlhelm fortwährend militanter auf und griff zunehmend aktiv in das politische Tagesgeschehen ein. Auf einer Vorstandssitzung des Stahlhelm-Landesverbands Berlin am 7. Oktober 1926 gab Seldte die Parole „Hinein in den Staat“ aus, mit der die aktive Einmischung des Verbands in die Politik programmatisch auf den Punkt gebracht wurde. Anschließend kam es zu erfolglosen Verhandlungen der Stahlhelmleitung mit verschiedenen Abgeordneten der Rechtsparteien DNVP und DVP über ein Zusammengehen. 1927 wurde der deutschnationale Theodor Duesterberg zum gleichberechtigten Bundesführer neben dem nationalliberalen Verbandsgründer Seldte gewählt, und der Stahlhelm beteiligte sich massiv an der Kampagne, die den Machtkampf an der Spitze der DNVP zugunsten der extremen Gruppierung unter Führung des alldeutschen Verlegers Alfred Hugenberg entschied. Für körperlich taugliche Mitglieder galt ab 1928 die Wehrsportdienstpflicht. Im September des gleichen Jahres kam es mit der von der Bundesführung mitverantworteten „Fürstenwalder Haßbotschaft“ des brandenburgischen Stahlhelmführers Elhard von Morozowicz, der als Vorbild für den Umbau des vom Stahlhelm bekämpften „Systems“ den italienischen Faschismus favorisierte, zum offenen Bruch mit Republik und Demokratie. Im Gefolge von Franz Seldte, der diesen Schritt schon im Dezember 1927 als Reaktion auf den pragmatischen außenpolitischen Kurs von Parteichef Gustav Stresemann vollzogen hatte, traten nach dem Fürstenwalder Eklat und einer Verwarnung Stresemanns alle Stahlhelm-Abgeordneten der Deutschen Volkspartei aus der DVP aus. Von den 78 Reichstagsabgeordneten der DNVP-Fraktion nach den Wahlen von 1928 (einschließlich LB und SL) gehörten 21 dem Stahlhelm an.

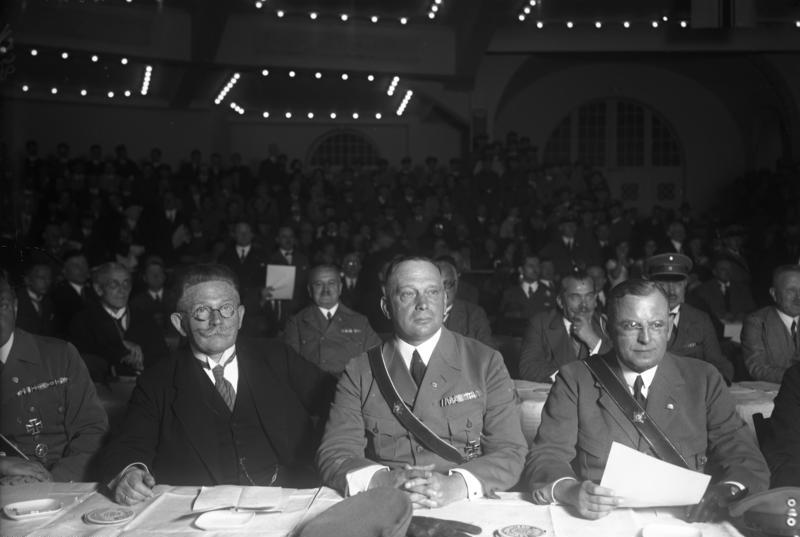
Franz Seldte (rechts) mit Alfred Hugenberg (links) und dem Berliner Stahlhelm-Führer Franz von Stephani (Mitte) bei einer Kundgebung für das Volksbegehren gegen den Young-Plan im Berliner Sportpalast, Winter 1929

In der Phase zwischen 1925 und 1930 schälte sich innerhalb des Stahlhelm eine immer explizitere philofaschistische Rhetorik heraus. Nachdem zunächst nur vereinzelte, verbandsintern sehr kontrovers diskutierte Stimmen – so das zeitweilig von Helmut Franke, Ernst Jünger und Franz Schauwecker herausgegebene Stahlhelm-Kampfblatt Die Standarte – die faschistische Bewegung Italiens als Ideal und Vorbild für den Stahlhelm beschrieben, bekannten sich um 1929/30 auch Vertreter der Führungsebene des Bundes ganz offen dazu, im faschistischen Regime Italiens ein Modell für die angestrebte politische Neuordnung Deutschlands zu erkennen. Die Position des Bundesführers Seldte in dem internen Streit um Die Standarte war ambivalent. Einerseits verkaufte er das Blatt im Herbst 1928 und die Bundesführung distanzierte sich noch 1930 von halboffiziellen Kontakten ihrer Mitglieder (darunter Morozowicz, der ab März 1930 den Jungstahlhelm leitete) mit Rom, andererseits hatte sich mit Hans Ludwig (1894–1943) ein sehr enger Vertrauter Seldtes bereits 1926 in einer Sitzung des Bundesvorstands ausdrücklich zum Faschismus bekannt und Die Standarte als Bindeglied des Stahlhelm zur jüngeren Generation verteidigt. Um 1930 betrug die Mitgliederzahl des Stahlhelm etwa 500.000 Mann.
Um den Anforderungen des politischen Kampfes auch institutionell gewachsen zu sein, wurde die innere Führungsstruktur des „Stahlhelm-Bundes“ gestrafft und aufgabenbezogene Verantwortungen wurden neu geregelt. Dazu gehörte, dass Walter Nicolai 1929 von Duesterberg den Auftrag erhielt, innerhalb des Bundes einen eigenen Nachrichtendienst zu schaffen, was auch in anderen politischen Kampforganisationen dieser Zeit (z. B. Organisation Consul, SA und NSDAP, Roter Frontkämpferbund usw.) praktiziert wurde. Von 1930 bis 1933 lag die Leitung des so genannten „Nationalen Meldedienstes“ des Stahlhelm bei Ernst Günther von Einem (1894–1978). Nach Duesterbergs Entmachtung 1933 ließ Seldte die Honorarzahlungen an Nicolai einstellen, sodass die Änderung der Machtverhältnisse im Verband für die Nachrichtenabteilung unmittelbare Folgen hatte.

### Wegbereiter des Nationalsozialismus

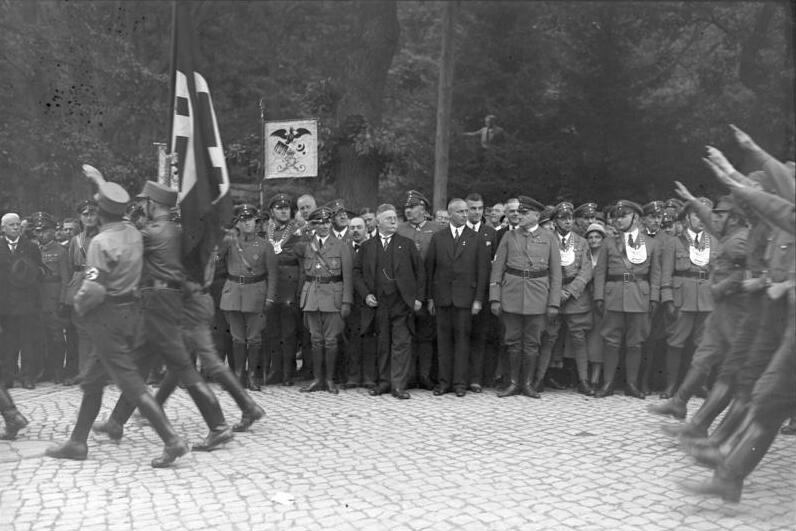
Seldte und Duesterberg nehmen am 11. Oktober 1931 mit Hugenberg und den Hohenzollernprinzen Eitel Friedrich und Oskar in Bad Harzburg den Vorbeimarsch der SA ab

Ein Ergebnis der Allianz zwischen dem Stahlhelm und der äußersten Rechten war der Volksentscheid gegen den Young-Plan, den der Verband 1929 organisierte. Im Oktober 1930 regte Franz Seldte das Volksbegehren zur Auflösung des preußischen Landtags an, in dem die Weimarer Koalition eine Mehrheit hatte, da der Landtag die Volksstimmung nach den vorausgegangenen Reichstagswahlen nicht mehr korrekt widerspiegele. Nach dem Scheitern des Volksentscheids gehörte Seldte im Oktober 1931 gemeinsam mit Alfred Hugenberg und Adolf Hitler zu den Gründern der „Harzburger Front“. Verbunden mit gewaltigen Aufmärschen ihrer Mitglieder schlossen sich Stahlhelm, DNVP und NSDAP im Kampf gegen die Regierung und das parlamentarische System zeitweilig zusammen, was vor allem den Nationalsozialisten zu breiterer Akzeptanz im bürgerlich-nationalen Spektrum verhalf. Es kam zu zahlreichen Übertritten. Doch der Konkurrenzkampf zwischen NSDAP und Stahlhelm blieb trotz ähnlicher Ziele in der Zeit bis 1933 prägend; Doppelmitgliedschaften wurden beiderseits verboten. Auf Großkundgebungen – etwa in Magdeburg am Himmelfahrtstag 1932 im Vorfeld der Reichspräsidentenwahl, bei der Duesterberg gegen Hitler für den Stahlhelm kandidierte – wurde die „Umwandlung der Republik entsprechend dem Geist und des Vermächtnisses des Frontsoldatentums“ propagiert.
Nachdem die eigenen politischen Ambitionen des Stahlhelm bei der Reichstagswahl 1930 und vor allem der Reichspräsidentenwahl von 1932 herbe Rückschläge erlitten hatten, beabsichtigte Seldte, die Nationalsozialisten innerhalb einer vom Stahlhelm mitgetragenen Regierung einzubinden und zu dominieren, und ging zu diesem Zweck ein Wahlbündnis mit Hugenberg und Franz von Papen ein. Gemeinsam unterstützten die Stahlhelmführer Seldte und Duesterberg Papens Plan zur Ausschaltung des Parlaments und baten am 18. November 1932 den Reichspräsidenten Paul von Hindenburg im Namen der Frontsoldaten und „der Mehrheit der arbeitswilligen und aufbaubereiten Deutschen“ formell, „die von den Parteien unabhängige autoritäre Form der Staatsführung zu erhalten.“ Noch zu dieser Zeit lehnte die Stahlhelmführung „Hitler als Kanzler in jeder Form ab“, weil er als „Parteiführer“ nicht den vom Stahlhelm vertretenen Vorstellungen einer nicht parteigebundenen Regierung entspreche. Diese Haltung änderte Seldte wahrscheinlich unter dem Einfluss von Überredungen Papens, der zusammen mit Hugenberg eine „Zähmung“ der Nationalsozialisten auch mit Hitler als Reichskanzler zu gewährleisten schien.

### Eintritt ins Kabinett Hitler und Gleichschaltung desStahlhelm

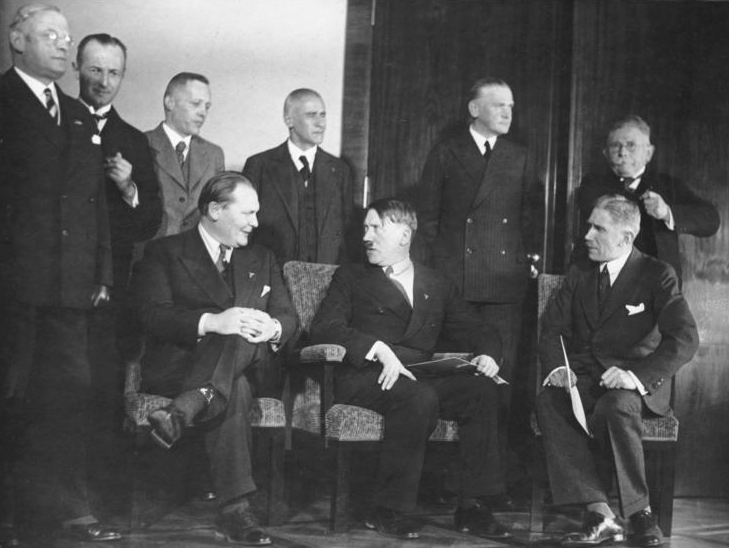
Franz Seldte (ganz links) am 30. Januar 1933 in der Reichskanzlei als Minister im Kabinett Hitler

Ab Mitte Januar 1933 setzte sich Franz Seldte vorbehaltlos für die Ernennung Adolf Hitlers zum Reichskanzler ein. Im Ergebnis wurde er am 30. Januar überraschend (anstelle von Duesterberg, der schon zur Ministervereidigung erschienen war) zum Reichsarbeitsminister der neuen Regierung ernannt. Politisch verfolgte er unter den neuen Machtverhältnissen weiterhin die Schaffung eines autoritären Regimes, Ausschaltung des Parlaments und Abschaffung von Wahlen spätestens ab März 1933. Allerdings versuchte er im Vorfeld der Märzwahlen zunächst noch zusammen mit Hugenberg und in unrealistischer Verkennung der Lage, die maßgeblich vom Stahlhelm gestützte „Kampffront Schwarz-Weiß-Rot“ zu einer mit der NSDAP konkurrierenden politischen Kraft auszubauen, dies misslang jedoch völlig.

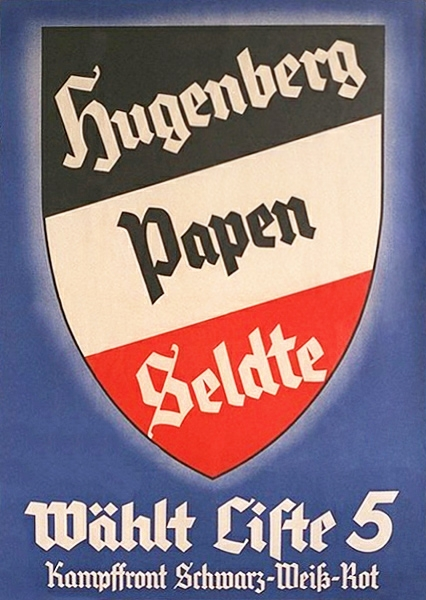
Wahlplakat 1933: Hugenberg, Papen und Seldte

Bei den Wahlen vom 5. März zog der auf Reichswahlvorschlag der DNVP gewählte Franz Seldte erstmals in den Reichstag ein, dessen Ältestenrat er angehörte. Als so genannter Hospitant (Gast-Abgeordneter) der Reichstagsfraktion der Deutschnationalen Volkspartei stimmte er am 23. März 1933 für Hitlers Ermächtigungsgesetz. Wenige Tage darauf eskalierten unterschwellige Rivalitäten zwischen den Duesterberg verbundenen nationalkonservativen Kreisen im Stahlhelm und NS-Organisationen punktuell in der Braunschweiger Stahlhelm-Aktion, in der Seldte als Parteigänger des neuen Regimes wahrgenommen wurde. In einer putschartigen Aktion setzte er sich daraufhin Ende April 1933 als alleiniger Führer des Stahlhelm durch, entließ den bis dahin gleichberechtigten Bundesführer Duesterberg und drängte alle Landesführer, die ihm nicht folgten, aus dem Bundesrat der Organisation. Deren Berliner „Bundesamt“ ließ er durch einen Stoßtrupp besetzen. Als alleiniger Stahlhelmführer erklärte Seldte sodann in einer unter anderem im Rundfunk verbreiteten Ansprache, sich mit allen Stahlhelm-Mitgliedern „als geschlossene soldatische Einheit dem Führer Adolf Hitler“ zu unterstellen. Zugleich trat der seit seinem Austritt aus der DVP parteilose Politiker am 27. April 1933 in die NSDAP ein (Mitgliedsnummer 3.805.234) und gehörte seitdem deren Reichstagsfraktion an. Die NSDAP begrüßte Seldtes Schritt als einen symbolischen Akt, mit dem „der Erfolg des Führertums Hitlers“ anerkannt sei, während die DNVP die Niederlegung seines Reichstagsmandats forderte. Mit dieser „Selbstgleichschaltung“ (Rüdiger Hachtmann) zeichnete sich die vollständige Einbindung des Stahlhelm-Bundes in die NS-Strukturen bereits ab. Im Juni 1933 untersagte Seldte den Stahlhelmmitgliedern jede andere Parteimitgliedschaft als die in der NSDAP. Die 18- bis 35-jährigen Mitglieder wurden als so genannter „Wehrstahlhelm“ geschlossen in die SA eingegliedert, die Jugendorganisationen des Stahlhelm in die Hitler-Jugend übernommen. Im Zuge einer organisatorischen Umstrukturierung der SA Ende 1933 wurden auch ältere Stahlhelm-Mitglieder weitgehend in die so genannte „SA-Reserve I“ überführt. Seldte selbst wurde im Juli 1933 Mitglied der SA und im August 1933 zum SA-Obergruppenführer ernannt.

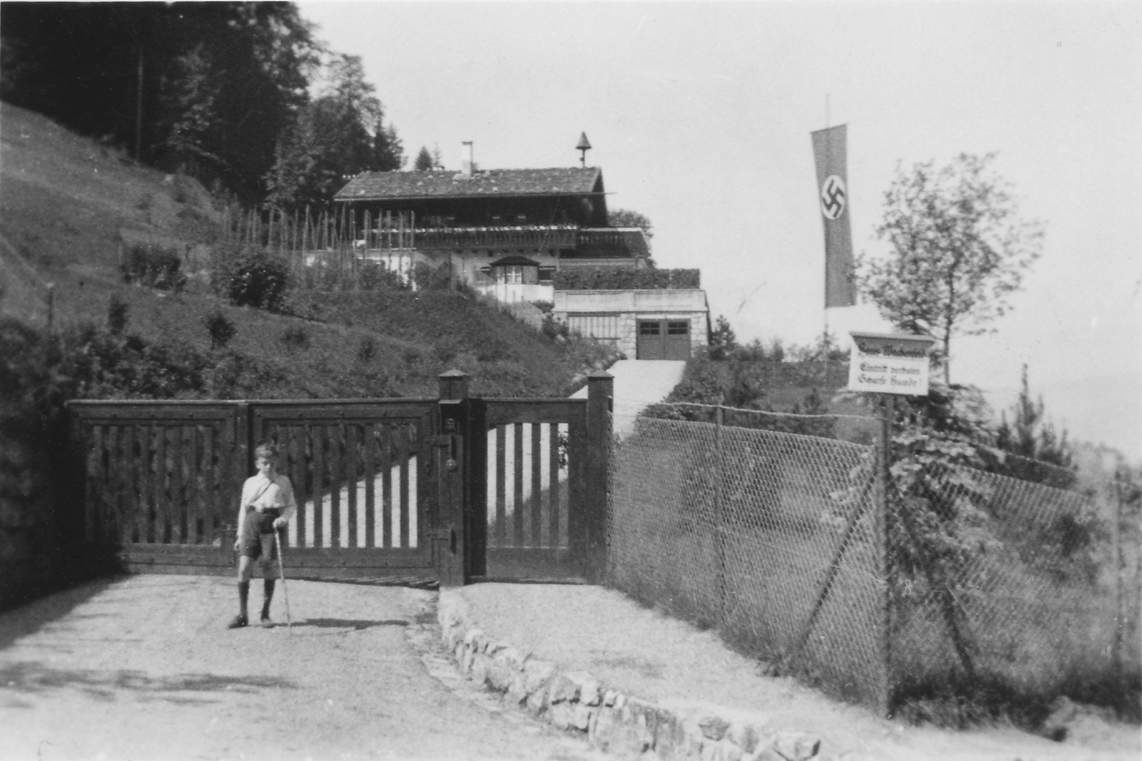
Haus Wachenfeld im Sommer 1934

Im März 1934 wurde Seldte von Hitler zum Führer des „Nationalsozialistischen Deutschen Frontkämpferbunds (Stahlhelm)“ ernannt, einer Nachfolgeorganisation, in der die bis dahin noch nicht in die SA integrierten Mitglieder zusammengefasst wurden und der Stahlhelm als Traditionsverband zunächst fortbestand. Seldte wickelte ihn auf Hitlers Befehl im folgenden Jahr ab. Im Winter 1934/35 versuchte er vergeblich, den noch nicht gänzlich in die SA übernommenen Teil der Organisation enger an die Reichswehr zu binden, was seitens der Militärs auf wenig Interesse stieß und mit der Wiedereinführung der allgemeinen Wehrpflicht im März 1935 hinfällig wurde. Im Frühsommer 1935 suchte Seldte daraufhin bei Hitler um Entbindung von allen Ämtern nach; Hitler lehnte dies in einer Unterredung am 12. August 1935 im Haus Wachenfeld ab. Die Eingliederung von bis zu einer Million Mitgliedern der ehemaligen Stahlhelmorganisation in die SA wurde am 7. November 1935 abgeschlossen. Der Stahlhelm war die größte Einzelorganisation, die der SA einverleibt wurde, die vor 1933 selbst nur halb so viele Mitglieder wie der von Seldte geführte Wehrverband gehabt hatte. Vor allem infolge des abgestuften Vorgehens in mehreren Schüben gelang die Verschmelzung jedoch, ohne den Charakter der SA wesentlich zu verändern.

### In der Führung des NS-Staats

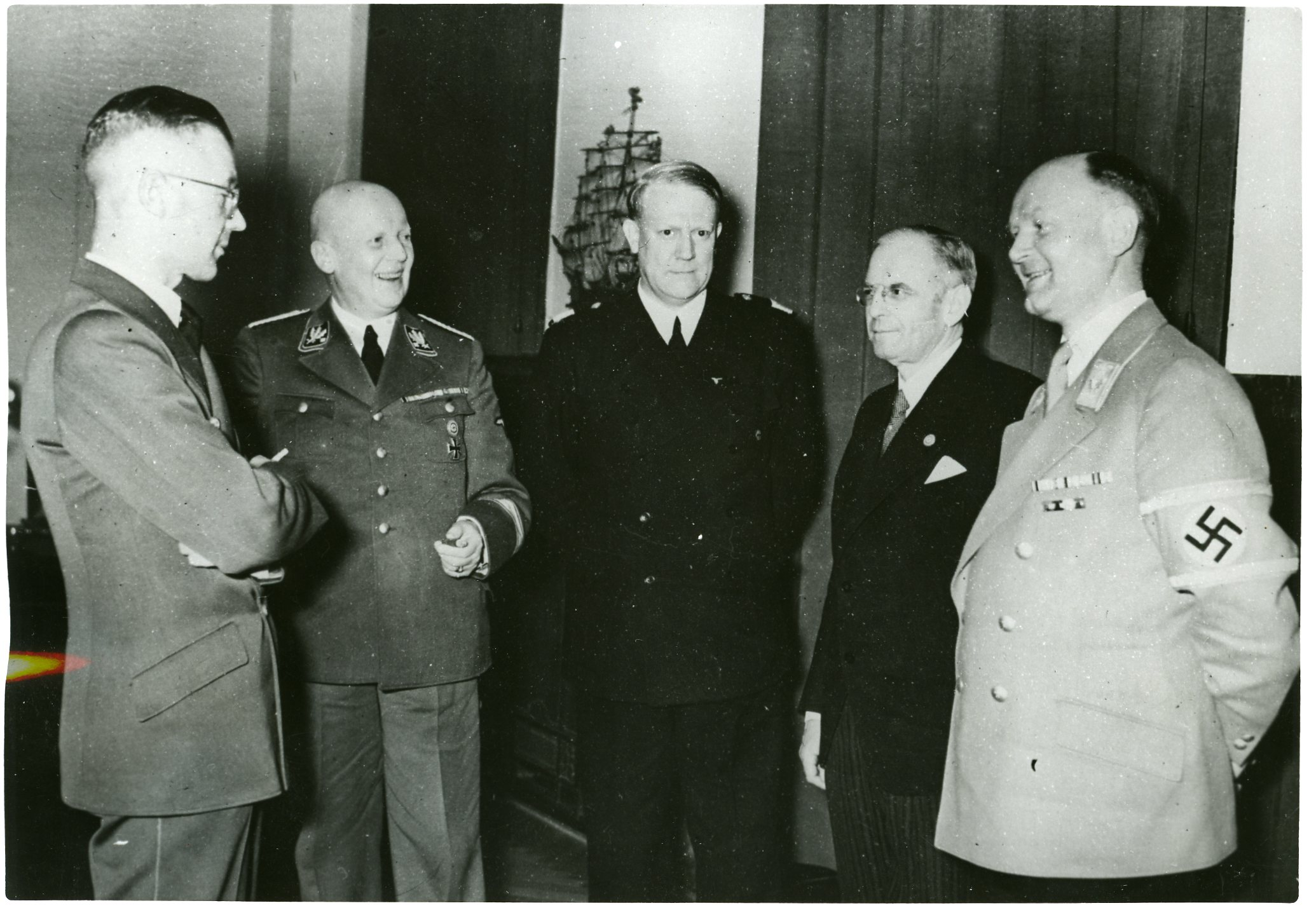
Franz Seldte (2. von rechts) als Minister mit Vidkun Quisling (Mitte) bei einem Empfang in Berlin im Februar 1942

Als Arbeitsminister unterzeichnete Seldte am 22. April 1933 eine Verordnung, die „nichtarischen“ Ärzten die Kassenzulassung entzog. Im September 1933 gab Seldte Richtlinien für den sozialen Wohnungsbau heraus, die alle Vergünstigungen auf „rassisch wertvolle und erbgesunde Familien“ beschränkten, die „arischer Abstammung“ sein mussten, womit neben Jüdischstämmigen auch „minderwertige, namentlich an vererblichen geistigen und körperlichen Gebrechen leidende Siedler“ ausgeschlossen wurden. Seldte setzte damit schon zwei Jahre vor den Nürnberger Rassegesetzen die Rassen- und Volkstumsideologie der Nationalsozialisten effizient in die Sozialgesetzgebung um.
Seit März 1933 bis Juli 1934 war Seldte in seiner Funktion als Arbeitsminister zugleich Reichskommissar für den Freiwilligen Arbeitsdienst, den er im Zusammenwirken zwischen SA und Arbeitsverwaltung in den Einflussbereich der Partei überführte. Von Januar bis September 1934 war Seldte Chef des Wirtschaftsamtes bei der Obersten SA-Führung.
Seldte blieb – politisch einflusslos, aber für wichtige organisatorische Aufgaben innerhalb des NS-Staats zuständig – bis 1945 Mitglied der Reichsregierung und des Reichstags und bekleidete darüber hinaus die Funktion eines preußischen Staatsrates und preußischen Arbeitsministers. 1937 wurde ihm von Hitler das Goldene Parteiabzeichen verliehen. Ab 1938 hatte Seldte wohl keinen persönlichen Zugang mehr zu Adolf Hitler. Am 30. Januar 1941 wurde er zum SS-Brigadeführer ernannt.
Seine Funktion als Reichsarbeitsminister behielt er bis Mai 1945. Innerhalb der NS-Führung hatte Seldte einen schwachen Stand und wurde von Rivalen bedrängt, die dem Reichsarbeitsministerium sukzessive zentrale Kompetenzen entzogen, darunter vor allem Robert Ley als Führer der Deutschen Arbeitsfront (DAF), der im Oktober 1942 Reichswohnungskommissar wurde, sowie Hermann Göring als Generalbevollmächtigter für den Vierjahresplan. Zugleich wurde das Ministerium zwischen 1933 und 1945 ständig vergrößert und erhielt zusätzliche Aufgaben zugewiesen. Zu Beginn des Zweiten Weltkriegs besaß es 16 Abteilungen; gleichzeitig verschwammen die Grenzen zwischen den Zuständigkeiten der Behörde und den Partei- und Sonderverwaltungen, etwa dem Reichsarbeitsdienst. Personalpolitisch stützte sich Seldte weitgehend auf Fachbeamte und verhielt sich gegenüber Eingriffen der NSDAP-Parteizentrale defensiv, indem er die Übernahme bewährter Nationalsozialisten ohne hinreichende Fachkompetenz ablehnte. Die Zahl der NSDAP-Mitglieder in seinem Beamtenapparat stieg erst 1937 stark an, als der im Frühjahr 1933 verhängte Aufnahmestopp gelockert wurde und das Beamtengesetz die NS-Überzeugung und Parteimitgliedschaft zu einem wichtigen Einstellungs- und Beförderungskriterium machte. Bedeutende Ministerialbeamten unter Seldte waren sein Amtsvorgänger Friedrich Syrup, Werner Mansfeld, Johannes Krohn und Karl Durst.
Das Ministerium war eine zentrale Stütze in der Vorbereitung und Organisation der deutschen Kriegswirtschaft und spielte eine Schlüsselrolle bei der gewaltsamen Rekrutierung von über 13,5 Millionen Männern, Frauen und Kindern aus den während des Zweiten Weltkriegs besetzten Gebieten zur Zwangsarbeit in Deutschland. Zu den Aufgaben des Ministeriums gehörte die „Disziplinierung“ der Bevölkerung: 1938 wurden erwerbslose jüdische Deutsche (deren Arbeitslosigkeit meist eine Folge der Nürnberger Gesetze und anderer Diskriminierungsmaßnahmen war) zu kaum bezahlter Arbeit gezwungen. In der Rentenversicherung wurden die Beiträge erhöht, die Auszahlungen gekürzt und an jüdische Deutsche im okkupierten Ghetto Theresienstadt und im Ghetto Lodz – wie an alle jüdische Deportierte – nicht ausgezahlt. Die Behörde war auch unmittelbar an der Verfolgung und Ermordung der europäischen Juden beteiligt: Bis 1943 selektierten die Beamten des Reichsarbeitsministeriums die Arbeitskräfte in den jüdischen Ghettos im besetzten Gebiet und bestimmten darüber, wer als „arbeitsfähig“ und „arbeitsunfähig“ zu gelten hatte, d. h. wer vorerst überleben durfte. Alle Angelegenheiten des Arbeitseinsatzes wurden im März 1942 auf den neu ernannten Generalbevollmächtigten für den Arbeitseinsatz Fritz Sauckel übertragen, was einer Entmachtung Seldtes gleichkam. Er wurde Mitglied des fachlichen Stabs Sauckels und agierte als dessen Vertreter und Beauftragter. Ende 1944 wurde Seldte innerhalb der Obersten SA-Führung (OSAF) in München zum Führer zur besonderen Verwendung ernannt.

### Verhaftung und Tod
Nach der Zerschlagung des NS-Regimes 1945 und angesichts der von dessen maßgeblichen Vertretern begangenen Verbrechen wurde Franz Seldte unter dem Vorwurf eigener Kriegsverbrechen verhaftet. Bis August 1945 wurde er zusammen mit anderen NSDAP-Funktionsträgern und hohen Angehörigen der Wehrmacht im Kriegsgefangenenlager Nr. 32 Camp Ashcan im luxemburgischen Bad Mondorf interniert. Er sollte während der Nürnberger Prozesse angeklagt werden, starb jedoch noch vor Anklageerhebung 1947 in Fürth im Krankenhaus des „Internierungs- und Arbeitslagers Nürnberg“, einer ehemaligen Oberrealschule in der Fürther Südstadt, die von November 1946 bis Ende April 1947 als Lazarett durch die US Army genutzt wurde. Als Todesursache gab der behandelnde Arzt in der Sterbeurkunde Urämie an. Seldte wurde auf dem katholischen Friedhof in Rottach-Egern am Tegernsee beigesetzt.

## Bewertung
Volker Berghahn hat darauf hingewiesen, dass Seldte im Frühjahr 1933 unter starkem Druck von außen stand und mit der Entmachtung Duesterbergs, zu der es nur die Alternative des sofortigen Verbots und der Auflösung des Stahlhelm gegeben hätte, lange zögerte. Die nach dem Zweiten Weltkrieg verbreitete Darstellung, die Franz Seldte als „Verräter des Stahlhelm“ zeichnete und ihm die Verantwortung für das Scheitern des Bundes allein zuwies, basierte im Wesentlichen auf Selbstrechtfertigungsliteratur anderer ehemaliger Stahlhelmführer (vor allem Duesterbergs Der Stahlhelm und Hitler, Wolfenbüttel/Hannover 1949), die sich damit vom „Dritten Reich“ zu distanzieren versuchten, das die große Mehrheit der Stahlhelmanhänger in Wirklichkeit aber herbeigesehnt und begrüßt hatten. Die gesamte Bundesführung des Stahlhelm habe im Januar 1933 die Kanzlerschaft Hitlers geschlossen befürwortet.
In seiner Würdigung ehemaliger Stahlhelmfunktionäre, die sich im Laufe der NS-Zeit gegen Hitler stellten und teilweise dem Widerstand gegen den Nationalsozialismus anschlossen, folgt Ekkehard Klausa wieder stärker der Selbstdarstellung Duesterbergs, die er auch in den Einzelheiten für zuverlässig hält und beispielsweise annimmt, Duesterberg sei bereits Anfang 1933 gegen die Kanzlerschaft Hitlers eingetreten (S. 225) und habe jüdische Frontsoldaten im Stahlhelm akzeptiert (S. 219). Er macht deutlich, dass die Teilnehmer am nationalkonservativen Widerstand, der im Attentat vom 20. Juli 1944 gipfelte, biografisch vielfach vom kompromisslosen Kampf des Stahlhelm gegen die Weimarer Republik geprägt waren und aus dem militaristischen, antidemokratischen, antimarxistischen und antisemitischen Milieu stammten, das den Aufstieg des Nationalsozialismus in der Weimarer Zeit gefördert hatte. Auch Klausa stellt fest, dass „am Beginn von Hitlers Herrschaft ideologisch kaum ein Blatt Papier“ zwischen Stahlhelm und NSDAP passte (S. 219) und dass Seldte im Frühjahr 1933 unter Druck stand und eine aktive Auflehnung des Stahlhelm gegen seine Gleichschaltung als aussichtslos ablehnte (S. 225). Klausa zufolge bot Seldte dem durch die Braunschweiger Aktion als NS-Gegner aufgefallenen späteren Widerstandskämpfer Werner Schrader vorübergehend Unterschlupf im Reichsarbeitsministerium (S. 228).
Während sich die Wahrnehmung des Stahlhelm und seiner Hauptakteure im Gefolge der Dissertationen Alois Klotzbüchers (1964) und Volker Berghahns (1966) lange auf den Gegensatz zwischen einer radikalen Fraktion Duesterbergs und einer gemäßigteren Seldtes fokussierte, zeichnete sich in jüngeren Forschungsdiskussionen jedenfalls ein wesentlich komplexeres Bild der politischen Entwicklungen im Stahlhelm ab.
Die politische Rolle von Franz Seldte in seiner Zeit als Minister während der NS-Herrschaft wurde lange Zeit als unbedeutend und seine Position als schwach und einflusslos charakterisiert. Seldte galt in der geschichtswissenschaftlichen Forschung zum NS-Staat als Mann mit geringer Sachkenntnis und minimalem Ehrgeiz. Erst in jüngster Zeit hat sich das Interesse an der Mitverantwortung der Ministerialbürokratie für die Ausführung von NS-Verbrechen verstärkt, maßgeblich befördert durch die Arbeit einer sechsköpfigen Historikerkommission zur Aufarbeitung der Geschichte des Reichsarbeitsministeriums, die 2014 von Bundesarbeitsministerin Ursula von der Leyen (CDU) eingesetzt wurde und ihre Ergebnisse im Juni 2017 deren Nachfolgerin Andrea Nahles (SPD) übergab. Demnach war das von Seldte geleitete Ministerium eine effiziente Behörde, die das NS-Regime stabilisierte, mit Arbeitskräften versorgte und den Krieg bis in seine letzten Tage um jeden Preis in Gang hielt.

## Benennungen
In der Zeit des Nationalsozialismus waren zahlreiche Plätze, Straßen und öffentliche Einrichtungen in Deutschland nach Franz Seldte benannt, darunter die Franz-Seldte-Straße in seiner Geburtsstadt Magdeburg. In Forst (Lausitz) trug das Stadion am Wasserturm nach der Machtergreifung den Namen Franz-Seldte-Kampfbahn.

## Publikationen
- „M.G.K“ (Maschinen-Gewehr-Kompanie). Band 1 der dreiteiligen Kriegsbücherreihe „Der Vater aller Dinge“, K. F. Koehler, Leipzig 1929
- „Dauerfeuer.“ Band 2 der Kriegstrilogie „Der Vater aller Dinge“, K. F. Koehler, Leipzig 1930
- „Vor und hinter den Kulissen.“ Band 3 der Trilogie, K. F. Koehler, Leipzig 1931
- „Der Stahlhelm. Erinnerungen und Bilder aus den Jahren 1918–1933“ (2 Bände). Stahlhelm-Eigenverlag, Berlin 1932/1933
- „Fronterlebnis. Ungekürzte Volksausgabe der beiden Bücher M.G.K. und Dauerfeuer“. K. F. Koehler, Leipzig 1933
- „Die Sommeschlacht. Erlebnisse aus dem Weltkriege“. Bunte Bücher, Enßlin & Laiblin, Reutlingen 1934 (Jugendbuch mit Auszügen aus „Fronterlebnis“ und Illustrationen von Richard Sapper)
- „Sozialpolitik im Dritten Reich. 1933–1938“. C. H. Beck, München/Berlin 1939
- „La politica sulle abitazioni e sulla colonizzazione interna nel Terzo Reich“. C. H. Beck, München/Berlin 1939